# みそぎ選挙
みそぎ選挙（みそぎせんきょ）は、公知のスキャンダルを抱えた政治家が立候補した選挙。

## 概要
由来は穢れを清める神事の「みそぎ」から。
選挙においては公知のスキャンダルに関する謝罪と釈明が求められる。有権者に対する演説においては「お詫び行脚」になることが多い（ただし冤罪主張などでスキャンダルを認めていない場合は、身の潔白を訴えることになる）。スキャンダルは自身や議員秘書の汚職嫌疑等があげられる。
当該政治家を支持する有権者の投票によって当選をした場合は、政治家が有権者の審判という「みそぎ」を受けたとして、政治責任に一区切りを付けたと主張される。選挙前までに議会において辞職勧告決議の採決や成立が主張されていても、公知のスキャンダルを知った上で有権者が選出した以上は民意の正当性が主張される。しかし、自身の刑事訴訟が終わっていない場合はそれが決着しないと、完全には「みそぎ」を終えたことにはならない。刑事訴訟において実刑判決または公職選挙法違反や政治資金規正法違反や公職にある間に犯した収賄罪やあっせん利得処罰法違反で有罪判決が確定して公民権停止となった場合は、公職選挙法第11条と国会法第109条と地方自治法第127条によって公職を失職することになる。
公職選挙法第87条により2000年以降は国会議員が辞職をした後で行われる補欠選挙において、当該補欠選挙の原因を作った前国会議員は当該選挙区には立候補できない規定になっている（参議院議員通常選挙の当該選挙区の改選定数を増やして合併選挙の場合は立候補ができる）。
また、地方公共団体の長（都道府県知事・市町村長）の場合、自ら辞職した後に後任を選ぶ選挙へ立候補する出直し選挙は可能であるが、再選された場合の任期は辞職がなかったものとして計算される（別人が当選した場合の任期は通常の4年間となる）。

## みそぎ選挙の事例

### 日本
国会議員自身の政治的スキャンダルを受けた後の選挙について記載する。ただし議員本人が刑事告訴されたもののみを記載し、秘書等の周辺者だけが起訴された事件や不起訴となった事件や不倫などの刑事事件とならずとも倫理的に問題ある行為を起こした後の選挙については除外。
| 候補者       | 選挙         | 選挙区             | 当落           | 不祥事                                                                   | 不祥事                                     |
| 候補者       | 選挙         | 選挙区             | 当落           | 罪状                                                                     | 裁判進捗状況                               |
| ------------ | ------------ | ------------------ | -------------- | ------------------------------------------------------------------------ | ------------------------------------------ |
| 有田二郎     | 1955年衆院選 | 大阪1区            | 落選           | 賄賂罪（造船疑獄）                                                       | 逮捕及び訴追による地裁公判中               |
| 池田正之輔   | 1969年衆院選 | 山形2区            | 当選           | 受託収賄罪（日通事件）                                                   | 訴追による地裁公判中                       |
| 池田正之輔   | 1972年衆院選 | 山形2区            | 落選           | 受託収賄罪（日通事件）                                                   | 地裁懲役1年6月追徴金300万円控訴中          |
| 岡田五郎     | 1955年衆院選 | 兵庫3区            | 落選           | 賄賂罪                                                                   | 逮捕及び訴追による地裁公判中（造船疑獄）   |
| 岸本義広     | 1963年衆院選 | 大阪5区            | 落選           | 公職選挙法違反 （岸本義広選挙違反事件）                                  | 訴追による地裁公判中                       |
| 佐藤孝行     | 1976年衆院選 | 北海道3区          | 落選           | 受託収賄罪 （ロッキード事件）                                            | 逮捕及び訴追による地裁公判中               |
| 佐藤孝行     | 1979年衆院選 | 北海道3区          | 当選           | 受託収賄罪 （ロッキード事件）                                            | 逮捕及び訴追による地裁公判中               |
| 佐藤孝行     | 1980年衆院選 | 北海道3区          | 当選           | 受託収賄罪 （ロッキード事件）                                            | 逮捕及び訴追による地裁公判中               |
| 佐藤孝行     | 1983年衆院選 | 北海道3区          | 当選           | 受託収賄罪 （ロッキード事件）                                            | 地裁懲役2年執行猶予3年追徴金200万円控訴中  |
| 佐藤孝行     | 1986年衆院選 | 北海道3区          | 当選           | 受託収賄罪 （ロッキード事件）                                            | 高裁懲役2年執行猶予3年追徴金200万円確定    |
| 鈴木宗男     | 2004年参院選 | 北海道選挙区       | 落選           | 斡旋収賄罪 受託収賄罪 政治資金規正法違反 議院証言法違反 （鈴木宗男事件） | 逮捕及び訴追による地裁公判中               |
| 鈴木宗男     | 2005年衆院選 | 比例北海道ブロック | 当選           | 斡旋収賄罪 受託収賄罪 政治資金規正法違反 議院証言法違反 （鈴木宗男事件） | 地裁懲役2年追徴金1100万円控訴中            |
| 鈴木宗男     | 2009年衆院選 | 比例北海道ブロック | 当選           | 斡旋収賄罪 受託収賄罪 政治資金規正法違反 議院証言法違反 （鈴木宗男事件） | 高裁懲役2年追徴金1100万円上告中            |
| 鈴木宗男     | 2019年参院選 | 比例区             | 当選           | 斡旋収賄罪 受託収賄罪 政治資金規正法違反 議院証言法違反 （鈴木宗男事件） | 懲役2年追徴金1100万円確定                  |
| 関谷勝利     | 1955年衆院選 | 愛媛1区            | 当選           | 収賄罪（造船疑獄）                                                       | 逮捕及び訴追による地裁公判中               |
| 関谷勝利     | 1969年衆院選 | 愛媛1区            | 当選           | 収賄罪 （大阪タクシー汚職事件）                                          | 逮捕及び訴追による地裁公判中               |
| 関谷勝利     | 1972年衆院選 | 愛媛1区            | 当選           | 収賄罪 （大阪タクシー汚職事件）                                          | 逮捕及び訴追による地裁公判中               |
| 田中角栄     | 1949年衆院選 | 新潟3区            | 当選           | 収賄罪（炭管疑獄）                                                       | 逮捕及び訴追による地裁公判中               |
| 田中角栄     | 1976年衆院選 | 新潟3区            | 当選           | 受託収賄罪 外為法違反 （ロッキード事件）                                 | 逮捕及び訴追による地裁公判中               |
| 田中角栄     | 1979年衆院選 | 新潟3区            | 当選           | 受託収賄罪 外為法違反 （ロッキード事件）                                 | 逮捕及び訴追による地裁公判中               |
| 田中角栄     | 1980年衆院選 | 新潟3区            | 当選           | 受託収賄罪 外為法違反 （ロッキード事件）                                 | 逮捕及び訴追による地裁公判中               |
| 田中角栄     | 1983年衆院選 | 新潟3区            | 当選           | 受託収賄罪 外為法違反 （ロッキード事件）                                 | 地裁懲役4年追徴金5億円控訴中               |
| 田中角栄     | 1986年衆院選 | 新潟3区            | 当選           | 受託収賄罪 外為法違反 （ロッキード事件）                                 | 地裁懲役4年追徴金5億円控訴中               |
| 辻元清美     | 2004年参院選 | 大阪府選挙区       | 落選           | 詐欺罪 （辻元清美秘書給与流用事件）                                      | 地裁懲役2年執行猶予5年確定                 |
| 辻元清美     | 2005年衆院選 | 大阪10区           | 比例 復活 当選 | 詐欺罪 （辻元清美秘書給与流用事件）                                      | 地裁懲役2年執行猶予5年確定                 |
| 中村喜四郎   | 1996年衆院選 | 茨城7区            | 当選           | 斡旋収賄罪 （ゼネコン汚職事件）                                          | 逮捕及び訴追による地裁公判中               |
| 中村喜四郎   | 2000年衆院選 | 茨城7区            | 当選           | 斡旋収賄罪 （ゼネコン汚職事件）                                          | 地裁懲役1年6月追徴金1000万円控訴中         |
| 中村喜四郎   | 2003年衆院選 | 茨城7区            | 当選           | 斡旋収賄罪 （ゼネコン汚職事件）                                          | 高裁懲役1年6月追徴金1000万円上告中         |
| 中村喜四郎   | 2005年衆院選 | 茨城7区            | 当選           | 斡旋収賄罪 （ゼネコン汚職事件）                                          | 最高裁懲役1年6月追徴金1000万円確定         |
| 楢橋渡       | 1963年衆院選 | 福岡3区            | 落選           | 収賄罪（武州鉄道汚職事件）                                               | 逮捕及び訴追による地裁公判中               |
| 楢橋渡       | 1967年衆院選 | 福岡3区            | 落選           | 収賄罪（武州鉄道汚職事件）                                               | 地裁懲役3年追徴金2450万円控訴中            |
| 楢橋渡       | 1969年衆院選 | 福岡3区            | 落選           | 収賄罪（武州鉄道汚職事件）                                               | 地裁懲役3年追徴金2450万円控訴中            |
| 楢橋渡       | 1972年衆院選 | 福岡3区            | 当選           | 収賄罪（武州鉄道汚職事件）                                               | 懲役2年執行猶予4年確定                     |
| 西村眞悟     | 2009年衆院選 | 大阪17区           | 落選           | 弁護士法違反 （西村眞悟弁護士法違反事件）                                | 地裁懲役2年執行猶予5年確定                 |
| 橋本登美三郎 | 1976年衆院選 | 茨城1区            | 当選           | 受託収賄罪 （ロッキード事件）                                            | 逮捕及び訴追による地裁公判中               |
| 橋本登美三郎 | 1979年衆院選 | 茨城1区            | 当選           | 受託収賄罪 （ロッキード事件）                                            | 逮捕及び訴追による地裁公判中               |
| 橋本登美三郎 | 1980年衆院選 | 茨城1区            | 落選           | 受託収賄罪 （ロッキード事件）                                            | 逮捕及び訴追による地裁公判中               |
| 藤波孝生     | 1990年衆院選 | 旧三重2区          | 当選           | 受託収賄罪 （リクルート事件）                                            | 訴追による地裁公判中                       |
| 藤波孝生     | 1993年衆院選 | 旧三重2区          | 落選           | 受託収賄罪 （リクルート事件）                                            | 訴追による地裁公判中                       |
| 藤波孝生     | 1996年衆院選 | 三重5区            | 当選           | 受託収賄罪 （リクルート事件）                                            | 訴追による地裁公判中                       |
| 藤波孝生     | 2000年衆院選 | 三重5区            | 当選           | 受託収賄罪 （リクルート事件）                                            | 最高裁懲役3年執行猶予4年追徴金4270万円確定 |
| 真鍋儀十     | 1958年衆院選 | 東京6区            | 落選           | 収賄罪（売春汚職事件）                                                   | 逮捕及び訴追による地裁公判中               |